# Haret Hreik
Haret Hreik (arabe : حارة حريك) ou Harat Hurayk est un quartier populaire dans la banlieue sud de Beyrouth, qui fait partie sur le plan administratif du Caza de Baabda. Haret Hurayk est connu pour être un bastion du parti libanais Hezbollah.

## Description
Haret Hreik est un quartier populaire à prédominance chiite de la banlieue sud de Beyrouth. Il contient de nombreuses mosquées mais aussi une église, l'église Saint-Joseph, car le quartier était plus chrétien que musulman dans les années 1960 (l'ancien président de la république libanaise, Michel Aoun, y est né). Aujourd'hui s'y trouve une importante population après un essor urbain pendant les années 1980, et on y trouve le « carré de sécurité » du Hezbollah avec ses bureaux et son quartier général.
Le quartier est visé par le frappe israélienne sur le quartier général du Hezbollah le 27 septembre 2024 détruisant plusieurs immeubles.